# Johann II Bernoulli
Johann Bernoulli, conocido como Johann II (Basilea, 28 de mayo de 1710- ibíd., 17 de julio de 1790), fue un matemático suizo miembro de la familia Bernoulli: era uno de los tres hijos de Johann Bernoulli y padre de Johann III y Jakob II.

## Semblanza
Johann es conocido como el tercer matemático notable de la segunda generación de la familia Bernoulli. Hermano de Nicolaus III y de Daniel, también siguió inicialmente una orientación equivocada en sus estudios, siendo conducido hacia su verdadera vocación por su herencia, o posiblemente por la influencia de sus hermanos. Originalmente estudió leyes, y llegó a ser profesor de elocuencia en Basilea, pero volvió a las matemáticas y fue nombrado para ser el sucesor de su padre en la cátedra de matemáticas en Basilea.
Sus trabajos se centraros principalmente en la física, de forma especial en el calor y la luz, y se distinguió hasta el punto de obtener el premio París en no menos de cuatro ocasiones.